# Пека Јормака
Пека Јормака (фин. Pekka Jormakka; 14. септембар 1990, Јивескиле, Финска) професионални је фински хокејаш на леду који игра на позицији левог крила.
Тренутно игра за екипу ХК Тапара која се такмичи у Финској елитној хокејашкој лиги (Liiga, од 2013).
Са сениорском репрезентацијом Финске освојио је сребрну медаљу на Светском првенству 2014. у Минску.